# فيراشني بيلاي
فيراشني بيلاي (من مواليد 11 فبراير 1984) صحفية ومحررة من جنوب أفريقيا. كانت رئيسة تحرير صحيفة هافينغتون بوست بجنوب أفريقيا ونائبة المحرر الإلكتروني لصحيفة ميل آند غارديان. كانت رئيسة القسم الرقمي في محطة إذاعة جنوب إفريقيا، باور 98.7 و مؤسس موقع Explore.co.za. عملت أيضًا كمستشار إعلامي ومدرب في غرف أخبار مختلفة، وتخصصت في الصحافة الرقمية ووسائل التواصل الاجتماعي والتقارب.
تم اختيارها كواحدة من قائمة بي بي سي 100 امرأة عام 2015. في عام 2016، فازت بجائزة ستاندرد بنك سيكوفيل في فئة الأعمدة/الافتتاحية عن مجموعة من أعمالها ككاتبة عمود. حصلت على جائزة سي إن إن للصحافة الأفريقية، وزمالة الصحافة من مؤسسة المجتمع المفتوح. حصلت على زمالة مانديلا واشنطن في عام 2018 وأنا عضو في مجلس منتدى المحررين الوطنيين في جنوب إفريقيا.